# بيش كوه العليا (ألقورات)
بيش كوه العليا (بالفارسية: پیشکوه علیا) هي مستوطنة تقع في إيران في قسم ألقورات الريفي.